# Eunuco etíope

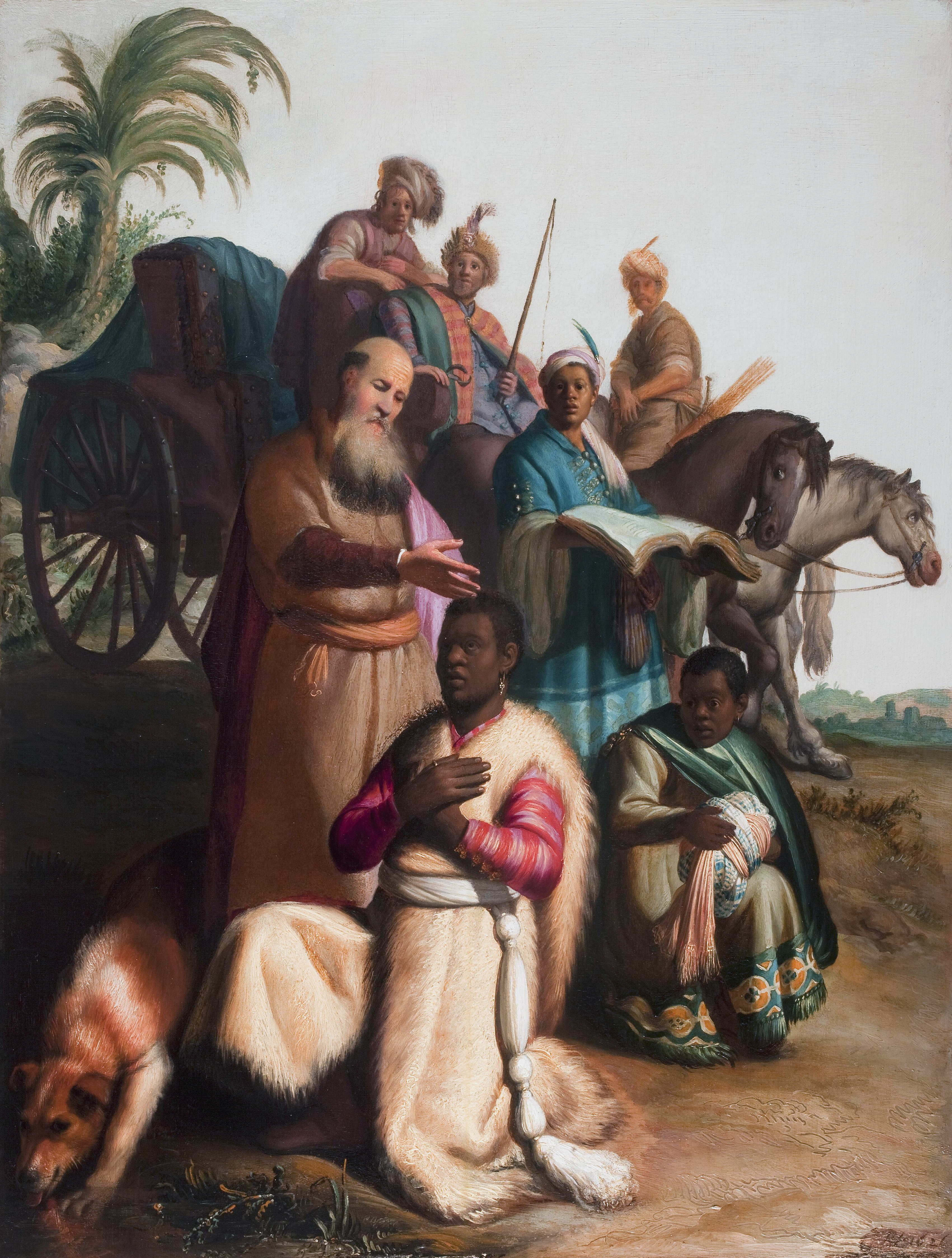
Rembrandt, O Batismo do Eunuco, c. 1626

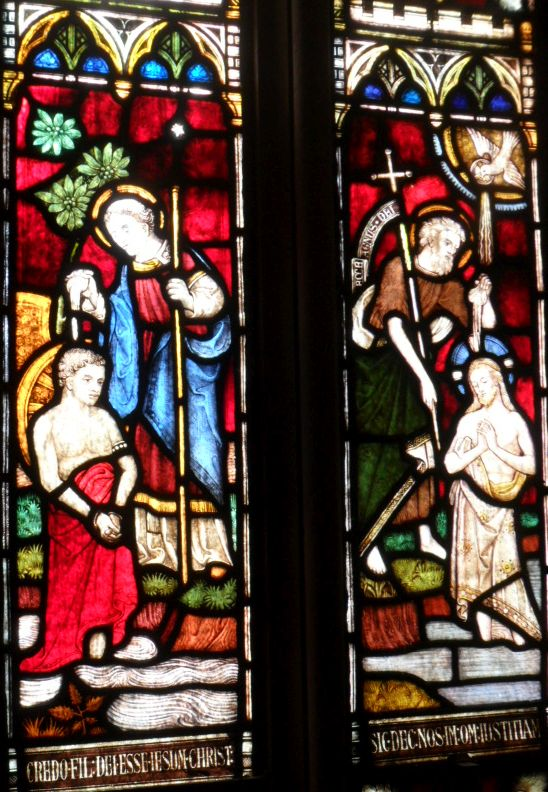
Um díptico de vitral mostrando os batismos do eunuco etíope por São Filipe Evangelista e de Jesus Cristo por São João Batista, da Catedral da Encarnação (Garden City, Nova York).

O eunuco etíope é uma figura no Novo Testamento da Bíblia; a história de sua conversão ao cristianismo é contada em Atos 8.

## Narrativa bíblica
Um anjo disse a Filipe, o evangelista, que fosse até à estrada de Jerusalém para Gaza, e lá encontrou o eunuco etíope, o tesoureiro da Candace, rainha dos etíopes (grego antigo: Κανδάκη, o "Candace" era em língua meroítica, termo para "rainha" ou possivelmente "mulher real"). O eunuco esteve em Jerusalém para adorar (Atos 8,27) e estava voltando para casa. Sentado em sua carruagem, lendo o Livro de Isaías, ele estava lendo Isaías 53,7-8. Filipe perguntou ao etíope: "Você entende o que está lendo?" Ele disse que não ("Como posso entender, a menos que tenha um professor para me ensinar?") E pediu a Filipe que lhe explicasse o texto. Filipe contou o evangelho de Jesus, e o etíope pediu para ser batizado. Eles caíram na água e Filipe o batizou.
Na bíblia versão King James e na versão Católica Douay-Rheims, o etíope diz: "Eu acredito que Jesus Cristo é o Filho de Deus" (versículo 37), mas isso é omitido nas versões mais modernas. Hubbard sugere que a confissão "não é suportada nos melhores manuscritos [isto é, o tipo de texto alexandrino])", embora o etíope ainda seja "um dos notáveis convertidos em Atos".
Depois disso, Filipe foi subitamente levado pelo Espírito do Senhor, e o eunuco "seguiu seu caminho, regozijando-se" (versículo 39).

## Tradições cristãs
O Padre da Igreja, Santo Irineu de Lyon, em seu livro Adversus haereses (Contra as Heresias, um trabalho teológico anti-gnóstico primitivo) 3.12,8 escreveu em 180 sobre o eunuco etíope: "Este homem (Simeon Bachos, o eunuco) também foi enviado para as regiões da Etiópia, para pregar o que ele próprio acreditava, que havia um Deus pregado pelos profetas, mas que o Filho deste (Deus) já havia feito (Sua) aparição em carne humana, e tinha sido levou como ovelha ao matadouro; e todas as outras declarações que os profetas fizeram a respeito dele." Na tradição ortodoxa etíope de Tewahedo, ele era conhecido como Bachos e é conhecido como judeu etíope com o nome Simeão, também chamado de preto, nome usado em Atos 13,1.

## Avaliação e interpretação

### Religião
A religião de origem do eunuco etíope é significativa por causa das implicações subsequentes de sua conversão ao Cristianismo. Existem muitas teorias concorrentes sobre o status religioso de pré-conversão do eunuco em relação ao judaísmo e ao Cristianismo. 
| Status Religioso | Evidência | Apoiantes |
| ---------------- | --- | --- |
| Judeu            | Depois da história do eunuco etíope, Irineu escreveu: "A conversão é mais difícil para os gentios do que para os judeus", indicando que o eunuco era judeu.                         | Pôncio (falecido em 260), Irineu (c. 130-202) |
| Judeus-Gentios   | Eunuco ocupa uma "posição intermediária entre judeu e gentio", que poderia indicar o status de prosélito ou temente a Deus.                                                         | Jerônimo (c. 347-420) |
| Gentio           | Eunuco deve ter sido um gentio porque era etíope. | Eusébio (c. 275-339), Efrém, o sírio (c. 306-373), bem como Beda (c. 672-725), Nicéforo Calisto (c. 1256-1335), Nicolau de Lira (c. 1270-1349) e Martinho Lutero (1483-1546) |
| Prosélito        | Eunuco "deve ser lido como um prosélito (um completo convertido ao judaísmo), pois Atos apresenta Cornélio o Centurião como o primeiro gentio a ser batizado na comunidade cristã". | DA Hubbard, Lancelot Andrewes (1555-1626), John Calvin (1509-1564), John Wesley (1703-1791)                                                                                  |
| Temente a Deus   | Eunuco não pode ter sido um prosélito e deve ter um temente a Deus "porque Dt 23, 2 teria proibido um homem castrado de se tornar um prosélito".                                    | Paul Mumo Kisau, CK Barrett, Justo L. González, muitos outros estudiosos contemporâneos.                                                                                     |

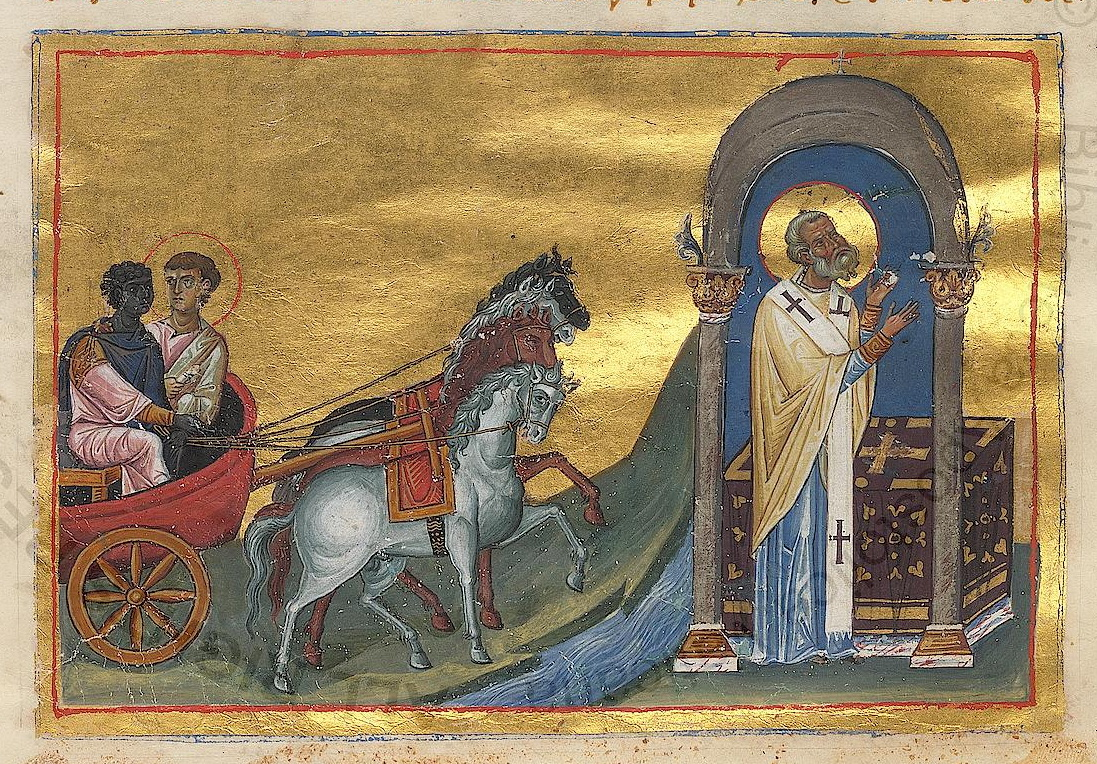
Ilustração do Menologion de Basil II, de Felipe e o eunuco etíope.

Os estudos modernos tendem a colocar o eunuco etíope na "posição intermediária entre judeus e gentios". Scott Shauf sugere que "o ponto principal da história é levar o evangelho até o fim da terra, não estabelecer uma missão para os gentios" e, portanto, Lucas "não traz o status gentio do etíope para o primeiro plano". No entanto, "a sugestão de que o eunuco seja ou pelo menos possa ser um gentio na história, por sua descrição étnica e possivelmente física", pode deixar uma possibilidade mais formativa do que se ele tivesse sido explicitamente categorizado. Ernst Haenchen baseia-se na obra de Ferdinand Christian Baur (1792-1860) ao concluir que "o autor de Atos tornou intencionalmente ambígua a identidade religiosa do eunuco", a fim de preservar a tradição que reivindicou Cornélio como o primeiro convertido gentio e a tradição que reivindicou o eunuco etíope como o primeiro convertido gentio.

### Sexualidade
Os comentaristas geralmente sugerem que a combinação de "eunuco" junto com o título "oficial da corte" indica um eunuco literal, que teria sido excluído do Templo pela restrição em Deuteronômio 23,1. Alguns estudiosos apontam que os eunucos foram excluídos do culto judaico e estendem a inclusão desses homens pelo Novo Testamento a outras minorias sexuais; o padre católico gay John J. McNeill, citando usos não literais de "eunuco" em outras passagens do Novo Testamento, como Mateus 19,12, escreve que ele gosta de pensar no eunuco como "o primeiro cristão gay batizado". enquanto Jack Rogers escreve que "o fato de o primeiro gentio se converter ao cristianismo é de uma minoria sexual e de uma raça, etnia e nacionalidade diferentes" :135 chama os cristãos a serem radicalmente inclusivos e acolhedores.

### Raça e origens

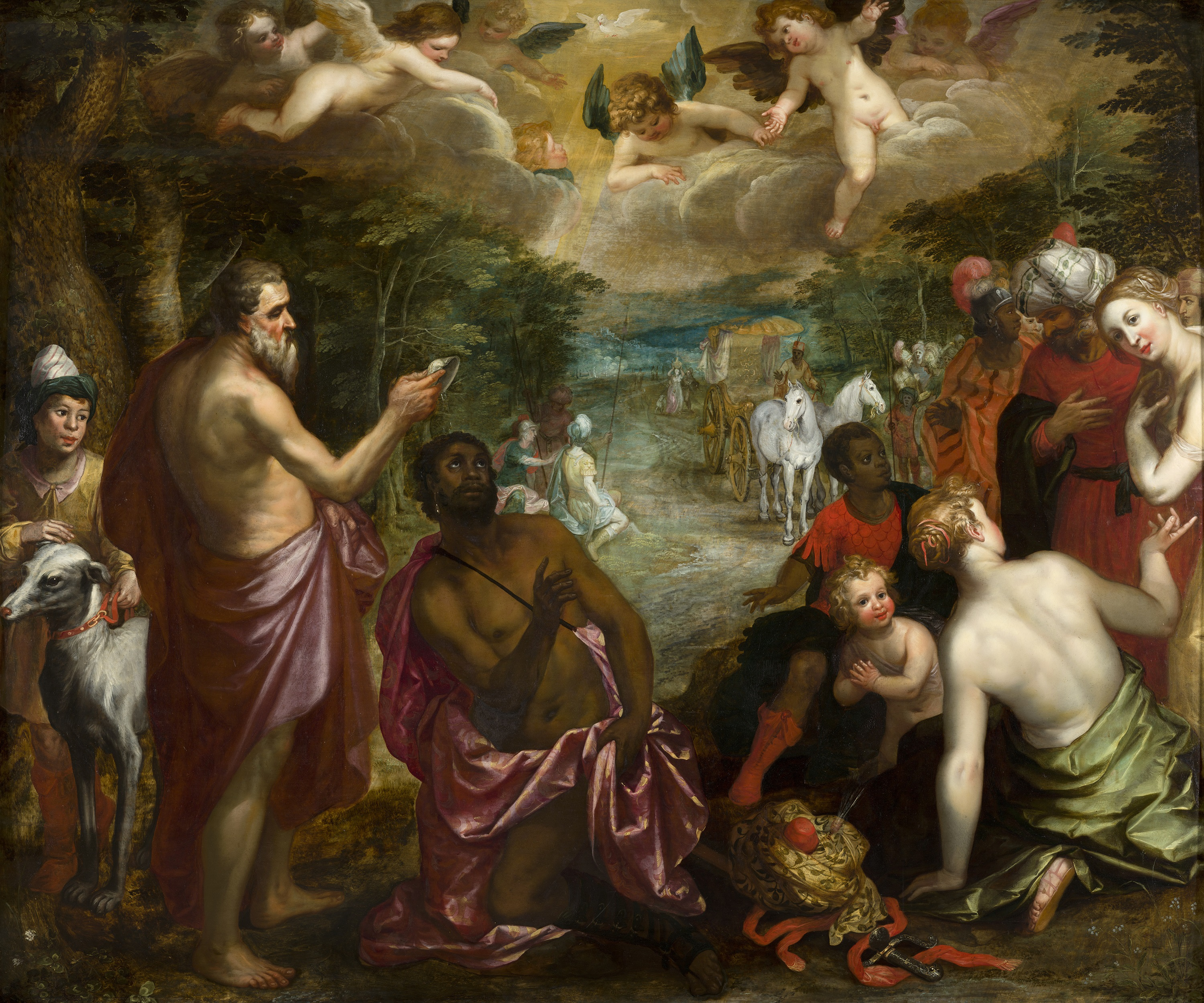
O batismo do eunuco da rainha Candace (c. 1625-1630, atribuído a Hendrick van Balen e Jan Brueghel, o Jovem)

"Candace" foi o nome dado a todas as mulheres governantes ou consortes do Reino de Cuxe (agora parte do Sudão) na historiografia greco-romana. Deriva de uma palavra meroítica, kdke, que se refere a qualquer mulher real  "Etíope" era um termo grego para povos de pele negra em geral, geralmente aplicado a Kush (que era bem conhecido pelos hebreus e frequentemente mencionado na Bíblia Hebraica). O eunuco não era da terra hoje conhecida como Etiópia, que corresponde ao antigo Reino de Axum, que conquistou Kush no século IV. O primeiro escritor a chamá-lhe de Etiópia foi Filostórgio por volta de 440.
Alguns estudiosos, como Frank M. Snowden Jr., interpretam a história como enfatizando que as comunidades cristãs primitivas aceitavam membros independentemente da raça: "Etíopes eram a medida pela qual a antiguidade media os povos de cor". Outros, como Clarice Martin, escrevem que é um comentário sobre a religião e não sobre seus adeptos, mostrando a extensão geográfica do Cristianismo; Gay L. Byron vai além, dizendo: "O eunuco etíope foi usado por Lucas para indicar que a salvação poderia se estender até aos etíopes e negros". David Tuesday Adamo sugere que a palavra usada aqui (Αίθίοψ, aithiops) é melhor traduzida simplesmente como "africano".

### Figuras relacionadas
CK Barrett contrasta a história do eunuco etíope com a de Cornélio, o Centurião, outro convertido. Ele observa que, enquanto o etíope continua sua jornada para casa e desiste da narrativa, Cornélio e seus seguidores formam outra igreja na Judeia, e especula que isso reflete um desejo de se concentrar em Pedro, e não em Filipe. :421 Robert O'Toole argumenta que o modo como Filipe é retirado é paralelo ao modo como Jesus desaparece depois de ter conversado com os discípulos no caminho para Emaús em Lucas 24.
Existem paralelos literários entre a história do eunuco etíope em Atos e a de Ebede-Melec, um eunuco etíope no Livro de Jeremias.